# Photo Song Artist
Photo Song Artistとは、写真をコンセプトに歌詞とメロディー（音楽）を主とする・人が歌とパフォマンスで、人道的アートを表現する意味。
歌詞から写真を撮り下ろしたり、写真から歌詞や曲を作る。

## 語源と背景
Photo Song Artistという言葉や表現を生み出したのは、2014年に写真家・作詞家・映画監督の本田涼である。音楽の世界にはDJ（disc jockey）・VJ（video jockey）などがあるが、PJ（Photo jockey）という新たなジャンルを考えた。

## 該当する人物
Photo Song Artistとしては、シンガーソングライター・女優・タレントの本木美沙が代表的に名が上げられる。Photo Song Artist名では「MISA」として活動中。

### ペパー写真集　発表作品
- 初のペパー写真集「INNOCENT」撮影：本田涼　プレミア限定部数　オフィシャル出版

### ワンマンライブ＆イベント実績
- 2013年04月　自身の芸能活動16周年記念ライブイベント（舞台演出・構成：本田涼）
- 2013年12月　ソロライブイベント「Dream　Live Event Vol.1」（舞台演出・構成：本田涼・映像：黒川勝生）ゲスト出演：MIKOTO
- 2014年05月　ソロライブイベント「お祭りだ！ Dream　Live Event Vol.2」（舞台演出・構成：本田涼・映像：黒川勝生）
- 2014年11月　ソロライブイベント「レコ発だ！ Dream　Live Event Vol.3」（舞台演出・構成：本田涼・映像：黒川勝生）
- 2015年05月　ソロライブイベント「NANKULU Mi-Sa！ Dream　Live Event Vol.4」（舞台演出・構成：本田涼・映像：黒川勝生）

### Photo Song Artist　活動実績
- 2015年03月　Photo Song Artist「MISA」「プレミアプライブ Vol.1」（舞台演出・構成・写真：本田涼）
- 2015年12月　Photo Song Artist「MISA」「プレミアプライブ Vol.2」（舞台演出・構成・写真：本田涼）開催予定

## 本田涼　作詞家　発表作品
- 「夏の空」 作詞：本田涼・作曲・編曲：MEG.ME
- 「想い」 作詞：本田涼・作曲・編曲：わたなべ歩
- 「今日より、明日は…」 作詞：本田涼・作曲・編曲：MIKOTO
- 「友〜さよなら言えずに〜」 作詞：本田涼・作曲・編曲：MIKOTO
- 「夏の空」2012バージョン 作詞：本田涼・作曲：MEG.ME・編曲：徳広雪子
- 「冷たい雨に〜さよならを〜」作詞：本田涼・作曲：藤沢久美・編曲：Kei Matsuyama
- 「東京〜独りぼっちの街〜」作詞：本田涼・作曲：藤沢久美・編曲：Kei Matsuyama
- 「希望〜ひかり〜」作詞：NORIKO　補作詞：本田涼　作曲・編曲：斉藤悠
- 「ありがとう 〜ねがい〜」作詞：NORIKO　補作詞：本田涼　作曲：本木美沙　編曲：Yu
- 「君との約束 〜必ず明日が〜」作詞：本田涼　作曲・編曲：斉藤悠
- 「涙枯れ果てた街〜東京〜」作詞：本田涼　作曲：斉藤悠・編曲：Kei Matsuyama

### みさ　PJ活動実績
- 2013年04月　自身の芸能活動16周年記念ライブイベント
- 2013年12月　ソロライブイベント「Dream　Live 1」
- 2014年05月　ソロライブイベント「Dream　Live 2」
- 2014年11月　ソロライブイベント「Dream　Live 3」
- 2015年03月　Photo Song Artist「みさ」誕生「プレミアプライブ」

### 本田涼　写真家　発表作品
- もとき【みさpiyo】Vol.7 2004年06月発売 撮影：本田涼
- MISA 【Brightness】Vol.6 2004年06月発売 撮影：本田涼
- MOTOKI 【Fresh】」Vol.5 2004年06月発売 撮影：本田涼
- MISA 【Tenderness】Vol.4 2004年06月発売 撮影：本田涼
- MOTOKI 【Except】Vol.3 2004年06月発売 撮影：本田涼
- MISA 【lovely】Vol.2 2004年06月発売 撮影：本田涼
- MOTOKI 【Dazzle】Vol.1 2004年06月発売 撮影：本田涼
- MOTOKI MISA 【M1】Vol.8 2004年09月発売 撮影：本田涼
- 「M1」 2004年09月発売 撮影：本田涼
- MOTOKI MISA 【M2】Vol.9 2004年10月発売 撮影：本田涼
- 「M2」 2004年10月発売 撮影：本田涼
- 「M3」【Vol.1〜Vol.7】「7タイトル収録集」 2004年10月発売 撮影：本田涼
- 心の時計「写真集 Vol.II」 2005年10月発売 撮影：本田涼
- 心の時計「写真集 Vol.I」 2005年10月発売 撮影：本田涼
- 心の時計「メイキング写真集」 2005年10月発売 撮影：本田涼
- Dear 〜みつめて〜Vol.10 2006年10月発売 撮影：本田涼
- Color in Summer II 〜なついろ〜 2009年09月発売 撮影：本田涼
- Color in Summer I 〜なついろ〜 2009年09月発売 撮影：本田涼
- Sense of relief in GUAMU III 2009年11月発売 撮影：本田涼
- Sense of relief in GUAMU II 2009年11月発売 撮影：本田涼
- Sense of relief in GUAMU I 2009年11月発売 撮影：本田涼
- Yin and Yang「陽」 2010年07月発売 撮影：本田涼
- Yin and Yang「陰」 2010年07月発売 撮影：本田涼
- NANKULU Mi-Sa in 沖縄　2012年07月発売 撮影：本田涼

### 本田涼　 PHOTOイメージDVD　発表作品
- 「Footopoint of Summer」〜夏の足跡〜 2009年09月発売
- 「Yin and Yang 陰 」〜Vol.1〜 2010年07月発売
- 「Yin and Yang 陽 」〜Vol.2〜 2010年07月発売